# Rhinella arequipensis
Rhinella arequipensis es una especie de anfibio anuro de la familia Bufonidae.

## Distribución geográfica
Esta especie es endémica del sur del Perú. Habita en las regiones de Arequipa, Moquegua y Tacna.

## Taxonomía
Para la UICN, Rhinella arequipensis es un sinónimo de Rhinella spinulosa.

## Etimología
Su nombre de especie, compuesto de arequip[a] y el sufijo latín -ensis, significa "que vive, que habita", y le fue dado en referencia al lugar de su descubrimiento.

## Publicación original
- Vellard, 1959 : Estudios sobre batracios andinos. V. El genero Bufo. Memorias del Museo de historia natural Javier Prado, vol. 8, p. 1-48.[5]